# Louis von Blanc
Louis von Blanc (* 12. März 1832 in Potsdam; † 9. Januar 1903 in Weimar) war ein deutscher Marineoffizier, zuletzt Admiral.

## Leben

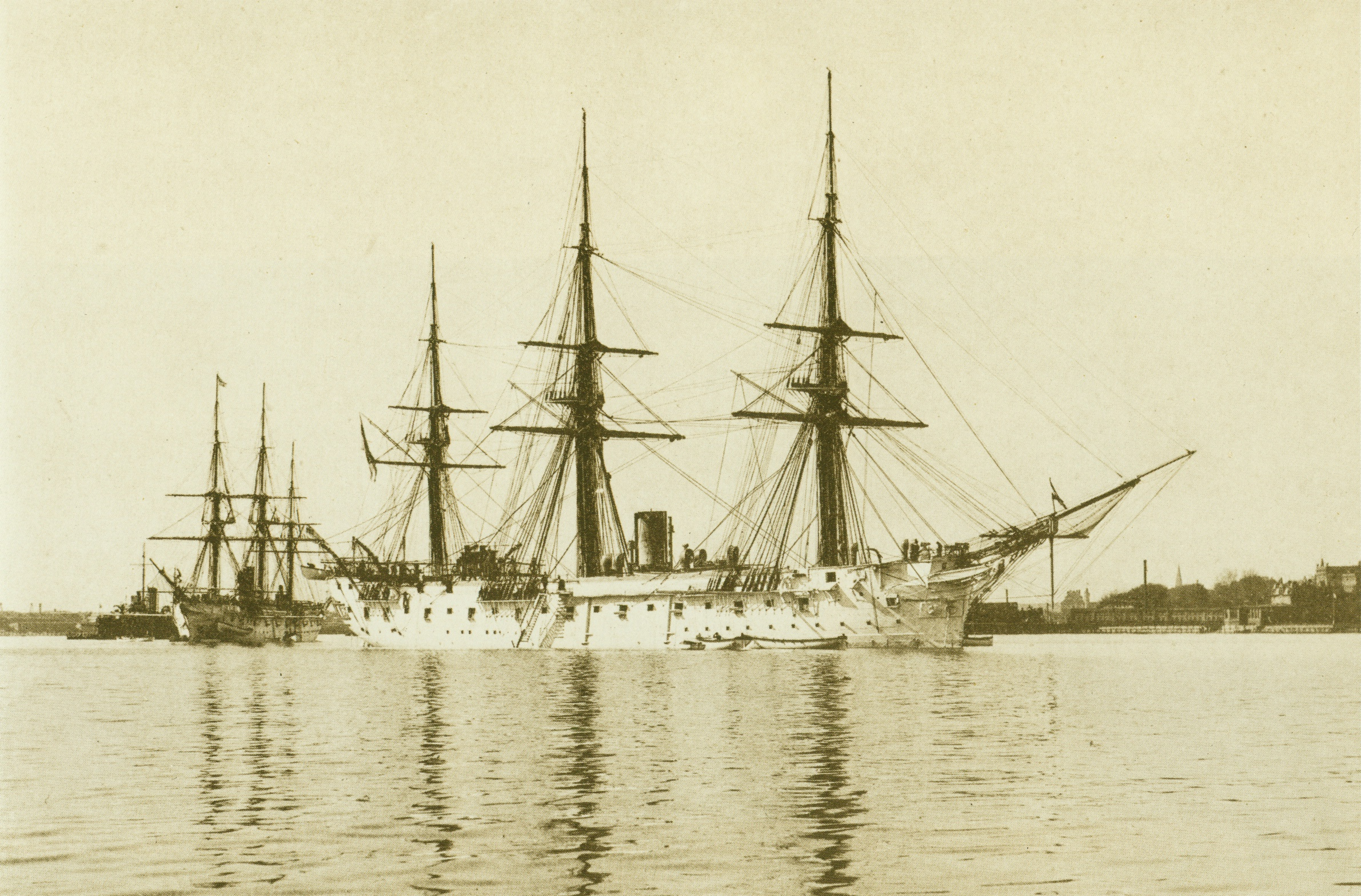
SMS Stosch

Blanc trat am 1. Januar 1850 als Avantgardeur in das 2. Pommersche Grenadier-Regiment Nr. 9 der Preußischen Armee ein. Am 20. Februar 1862 wurde Blanc zur Dienstleistung bei der Marine kommandiert „behufs Erlernung des Seedienstes“. Im März wurde er beurlaubt, um weitere seemännische Kenntnisse bei der Royal Navy zu sammeln. Nach seiner Rückkehr Ende Mai 1865 nahm Blanc an einer Ausbildung am Seekadetteninstitut teil, bevor er zum 14. September 1865 als Kapitänleutnant in die Preußische Marine übernommen wurde. Sein Patent wurde dabei auf den 16. September 1864 datiert, dem Tag seiner Beförderung zum Hauptmann. Bereits im Folgejahr wurde ihm zeitweise die Führung des Kanonenboots Delphin übertragen.
1867 war Blanc Erster Offizier auf der Gedeckten Korvette Hertha, die eine Reise durch das Mittelmeer nach Ostasien antrat. Er vertrat zeitweise den Kommandanten und führte das Schiff bei einer Hilfeleistungs- und Bergungsoperation für die französische Korvette Roland, die in der Nähe von Chios festsaß. Dafür wurde er mit dem Offizierkreuz der Ehrenlegion ausgezeichnet.
Im Juli 1871 wurde ihm das Kommando über die Gedeckte Korvette Nymphe übertragen. Mit ihr verließ er am 25. Juli 1871 die Heimatgewässer der Ostsee und lief über Rio de Janeiro, Kapstadt und den Indischen Ozean nach Ozeanien, so Samoa, und in ostasiatische Gewässer. Bei einem Besuch in Siam im Frühjahr 1873 reiste Blanc nach Bangkok, um dem König die Insignien des Schwarzen Adlerordens zu überreichen. Bei einem Besuch in Japan im Oktober 1873 bereitete Blanc die Gründung eines deutschen Lazaretts für Angehörige der Kriegs- und Handelsmarine in Yokohama vor, die 1878 erfolgte. Von Yokohama trat die Nymphe die Heimreise an und vollendete unter Umrundung von Kap Hoorn eine Weltumseglung. Nach einer Reise von 65.000 Seemeilen und Besuchen in 35 Häfen der verschiedenen Kontinente lief Kommodore Louis von Blanc mit SMS Nymphe am 29. Mai 1874 in den Hafen von Kiel ein. Es war somit die erste Weltumseglung eines Schiffes einer deutschen  Marine. Nach der Beendigung der Reise gab Blanc das Kommando ab.
Anschließend war Blanc bis April 1878 Dezernent in der Admiralität. Am 1. Januar 1875 zum Kapitän zur See befördert, diente er zwischenzeitlich als Chef des Stabes des Übungsgeschwaders im Sommer 1875 und als Kommandant des Panzerschiffs Preußen im Sommer 1877. Im April 1878 wurde er Chef des Stabes der Admiralität und kommandierte im Sommer 1878 nochmals die Preußen. Er galt als enger Vertrauter des Chefs der Admiralität Albrecht von Stosch.
Im April 1881 wurde Blanc Kommandant der Gedeckten Korvette Stosch, und zugleich als Kommodore erster Chef des Ostasiatischen Kreuzergeschwaders. Weil sich die Kombination der Funktionen des Geschwaderchefs und des Schiffskommandanten in einer Person als unzweckmäßig erwies, gab Blanc am 8. Januar 1882 das Kommando über die Stosch ab. Im März 1883 wurde er zum Konteradmiral befördert.
Nach Deutschland zurückgekehrt, wurde Blanc im Oktober 1883 2. Admiral der Marinestation der Ostsee und im Oktober 1884 Chef der I. Marineinspektion. Diese Funktion bekleidete er bis Mai 1887 und war im Sommer 1885 zugleich Chef des Übungsgeschwaders. Zum Vizeadmiral befördert wurde Blanc im Mai 1887 Chef der Marinestation der Ostsee. Die Ernennung des Kapitäns zur See Karl Eduard Heusner zum Chef der Admiralität empfand Blanc als Zurücksetzung und er erbat seinen Abschied. Am 20. Januar 1889 wurde er mit nachfolgender Zuerkennung des Charakters als Admiral zur Disposition gestellt.